# Лозівська сільська рада (Збаразький район)
Ло́зівська сільська́ ра́да — адміністративно-територіальна одиниця та орган місцевого самоврядування у Збаразькому районі Тернопільської області. Адміністративний центр — село Лози.

## Загальні відомості
Лозівська сільська рада утворена в 1940 році.
- Територія ради: 22,8 км²
- Населення ради: 1 443 особи (станом на 2001 рік)
- Територією ради протікає річка Горинь

## Населені пункти
Сільській раді підпорядковані населені пункти:
- с. Лози
- с. Кривчики

## Склад ради
Рада складалася з 16 депутатів та голови.
- Голова ради: Мусій Анатолій Григорович
- Секретар ради: Бориченко Людмила Миколаївна

### Керівний склад попередніх скликань
| Прізвище, ім'я, по батькові | Основні відомості                                                             | Дата обрання | Дата звільнення |
| --------------------------- | ----------------------------------------------------------------------------- | ------------ | --------------- |
| Волянюк Антон Павлович      | Сільський голова, 1965 року народження                                        | 26.03.2006   | 31.10.2010      |
| Мусій Анатолій Григорович   | Сільський голова, 1967 року народження, освіта середня загальна, безпартійний | 31.10.2010   |                 |

Примітка: таблиця складена за даними сайту Верховної Ради України

### Депутати
За результатами місцевих виборів 2010 року депутатами ради стали:

#### За суб'єктами висування
| Суб'єкт висування | Кількість обраних депутатів | %   |
| ----------------- | --------------------------- | --- |
| Самовисування     | 16                          | 100 |

#### За округами
| № округу | Прізвище, ім'я, по батькові      | Дата визнання обраним | Освіта             | Партійна приналежність | Відомості про обраного депутата    |
| -------- | -------------------------------- | --------------------- | ------------------ | ---------------------- | ---------------------------------- |
| 1        | Баран Василь Миколайович         | 01.11.2010            | середня            | позапартійний          | тимчасово не працює                |
| 2        | Сеник Володимир Володимирович    | 01.11.2010            | середня            | позапартійний          | ПП Мацик, водій                    |
| 3        | Гороховський Микола Петрович     | 01.11.2010            | середня            | позапартійний          | Грейс Транс, водій                 |
| 4        | Штогун Марія Степанівна          | 01.11.2010            | середня            | позапартійна           | тимчасово не працює                |
| 5        | Стецюк Зоряна Ільківна           | 01.11.2010            | середня            | позапартійна           | ТОВ СЕ"Борець Україна", інструктор |
| 6        | Ревіцька Оксана Григорівна       | 01.11.2010            | середня            | позапартійна           | тимчасово не працює                |
| 7        | Анишко Наталія Костянтинівна     | 01.11.2010            | вища               | позапартійна           | загальноосвітня школа, вчитель     |
| 8        | Омельчук Антоніна Миколаївна     | 02.01.2011            | середня спеціальна | позапартійна           | тимчасово не працює                |
| 9        | Савич Світлана Василівна         | 01.11.2010            | середня            | позапартійна           | ТЦСО, соцпрацівник                 |
| 10       | Цісельська Марія Платонівна      | 01.11.2010            | вища               | позапартійна           | ТзОВ Біо-Лан, обліковець           |
| 11       | Чернявський Руслан Володимирович | 01.11.2010            | середня            | позапартійний          | ВАТ Збаражгаз, водій               |
| 12       | Кобернік Лідія Олександрівна     | 01.11.2010            | середня            | позапартійна           | пенсіонер                          |
| 13       | Гой Тетяна Борисівна             | 01.11.2010            | вища               | позапартійна           | тимчасово не працює                |
| 14       | Климчук Микола Іванович          | 01.11.2010            | середня            | позапартійний          | тимчасово не працює                |
| 15       | Луцик Петро Степанович           | 01.11.2010            | середня            | позапартійний          | ТОВ «Славута», тракторист          |
| 16       | Сендецький Олександр Іванович    | 01.11.2010            | середня            | позапартійний          | тимчасово не працює                |